# 蔓虎刺屬
蔓虎刺屬（Mitchella），多年生匍匐性草本，無毛。葉對生，薄革質，羽狀脈；托葉葉柄間。花成對，頂生；花萼寬鐘形，3-6齒；花冠白色，漏斗形，喉部被毛，裂片3-6，苞時鑷合狀；異形花柱，雄蕊內藏或突出；子房4室，每室1胚珠，柱頭4裂。漿果2枚合生，4分核。臺灣有1種。

## 下属物种
- 蔓虎刺 Mitchella undulata